# Svatý Ivan (ostrov)
Svatý Ivan (bulharsky Остров Свети Иван) je největší bulharský ostrov (rozloha 0,66 km²). Leží v Černém moři 910 m od poloostrova Stolec v Sozopolském zálivu severně od Sozopolu. Nejvyšší bod ostrova leží 33 m nad mořem. Vedle něj leží ostrov Svatý Petr.
Ostrov je pojmenován po Ivanovi Rilském.